# مونا دل
مونا دُل (انگلیسی: Mona Dol; ۲۸ مهٔ ۱۹۰۱ – ۲۹ دسامبر ۱۹۹۰) بازیگر اهل کشور فرانسه بود.
از فیلم‌هایی که وی در آنها نقش داشته‌است می‌توان به امید واهی، سمفونی پاستورال و لوکرتسیا بورجا اشاره کرد.